# لاتویا توماس
لاتویا توماس (انگلیسی: LaToya Thomas؛ زادهٔ ۶ ژوئیهٔ ۱۹۸۱) بازیکن بسکتبال اهل ایالات متحده آمریکا است.